# Подводница U-571
„Подводница U-571“ (на английски: U-571) е филм за подводница от 2000 г. на режисьора Джонатан Мостоу, който е съсценарист със Сам Монтгомъри и Дейвид Айър. Във филма участват Матю Макконъхи, Харви Кайтел, Бил Пакстън, Джон Бон Джоуви, Джейк Уебър и Матю Сетъл.

## Актьорски състав
| Актьор           | Роля                            |
| ---------------- | ------------------------------- |
| Матю Макконъхи   | Лейтенант Андрю Тайлър          |
| Бил Пакстън      | Лейтенант Командир Майк Долгрън |
| Харви Кайтел     | Хенри Клъф                      |
| Джон Бон Джоуви  | Лейтенант Пийт Емет             |
| Дейвид Кийт      | Майор Матю Кунън                |
| Джейк Уебър      | Лейтенант Майкъл Хърш           |
| Джак Ноузуърти   | Бил Уенц                        |
| Томас Гири       | Тед Фицджералд                  |
| Уил Естес        | Роналд Паркър                   |
| Терънс Карсън    | Еди Карсън                      |
| Ерик Паладино    | Антъни Мазола                   |
| Дейв Пауър       | Чарлс Клемънс                   |
| Дърк Чийтууд     | Хърб Григс                      |
| Матю Сетъл       | Кийт Ларсън                     |
| Томас Кречман    | Капитан лейтенант Гюнтер Васнер |
| Оливър Стоковски | Ханс                            |
| Бърнел Дюк       | Адмирал Дюк                     |

## В България
В България филмът е пуснат на VHS от Айпи Видео през 2001 г.
През 2018 г. се излъчва по каналите на bTV с дублаж на Медиа Линк. Екипът се състои от:
| Озвучаващи артисти  | Ася Братанова Васил Бинев Николай Николов Мартин Герасков Станислав Димитров |
| Преводач            | Яна Янева                                                                    |
| Тонрежисьор         | Емил Енев                                                                    |
| Режисьор на дублажа | Михаела Минева                                                               |